# Parafia św. Stanisława Biskupa Męczennika w Rossoszu
Parafia Świętego Stanisława w Rossoszu – parafia rzymskokatolicka w Rossoszu.
Parafia erygowana w 1507. Obecny kościół drewniany wybudowany w 1908. Mieści się przy ulicy Lubelskiej.
Terytorium parafii obejmuje Rossosz, Bordziłowkę, Korzanówkę, Mokre oraz Romaszki.